# Prakash Jha
Pour les articles homonymes, voir Jha.
Prakash Jha, né le 27 février 1952 à West Champaran au Bihar en Inde, est un réalisateur, producteur et scénariste indien. Il est principalement connu pour ses films engagés tant sur le plan social que politique, tels que Damul (1984), Mrityudand (1997) et Gangaajal (2003). Il est également le réalisateur des documentaires Face After Storm (1984) et Sonal (2002) concernant les récompenses aux National Film Award. 
Actuellement, il dirige sa propre maison de production : Prakash Jha Productions.

## Biographie
Prakash Jha est né dans une famille de fermiers à Shikarpur, dans le Bihar en Inde. Il a étudié à la  Sainik School Tilaya, puis au Ramjas College. Il étudia plus tard la physique à l'Université de Delhi mais abandonna ce cursus au bout d'un an pour aller à Mumbai envisageant de faire une carrière de peintre. Alors qu'il se préparait à entrer à la School of Arts, il assista au tournage du film Dharma et fut séduit par la réalisation. Il entra alors au Film and Television Institute of India (FTII), à Pune en 1973.
Il a épousé l'actrice Deepti Naval dont il est maintenant séparé.

### Carrière
Il commence à travailler sur des films indépendants en 1974 et réalise son premier documentaire Under the Blue en 1975. Il reste dans ce genre pendant 8 ans et signe des documentaires très engagés politiquement tels que Faces After Storm (1984), qui a suscité une grande attention en raison de l'interdiction de sa sortie pendant 4 à 5 ans ; il a remporté le National Film Award for Best Non-Feature Film. 
Il commence sa carrière en tant que réalisateur de films en 1983 avec Hip Hip Hurray, dont le scénario a été écrit par Gulzar et qui rassemble à l'écran Raj Kiran et Deepti Naval. Puis, il signe Damul (1984), grand succès, qui remporta le National Film Award du Meilleur Film et le Filmfare Critics Award du Meilleur Film en 1985. En 1986, il réalise Parinati. 
À la fin des années 1980, il réalise 4 séries télévisées, telles que Classical dances from India et la célèbre comédie Mungerilal Ke Haseen Sapne avec Raghuvir Yadav. 
En 1989, il interrompit sa carrière et se rendit dans le Bihar pendant quatre ans. Durant cette période, il fonda deux associations Anubhooti, destinée à sensibiliser les jeunes de cette région au cinéma et Samvedan, à Champaran, promouvant les petites industries. 
Il marque son retour dans la réalisation de films avec Bandish (1996) réunissant Jackie Shroff et Juhi Chawla, puis avec Mrityudand (1997) rassemblant Madhuri Dixit et Shabana Azmi et enfin avec Gangaajal avec Ajay Devgan. En 2005, il tourne Apaharan, avec Ajay Devgan et Bipasha Basu, et remporte le Filmfare Award du Meilleur Dialogue en 2006. 
Il a réalisé plus de 25 documentaires, 9 films, 5 séries télévisées. Nombreuses de ses réalisations sont engagées socialement.  
Actuellement, il réalise le film Rajneeti, qui est une adaptation contemporaine du Mahabharata, où jouent Ajay Devgan, Manoj Bajpai, Naseeruddin Shah, Katrina Kaif, Arjun Rampal, Nana Patekar et Ranbir Kapoor. Une partie des gains liés à ce film sont destinés à la construction d'un hôpital au Bihar accueillant la population pauvre de cette région et du Népal. 

## Politique
Prakash Jha a mené une campagne en 2004 dans le cadre des élections Lok Sabha dans sa région natale, mais il a perdu. Il s'est représenté en 2009 aux mêmes élections mais le résultat a été identique. 

## Filmographie
- Hip Hip Hurray (1983)
- Damul (1984)
- Parinati (1988)
- Mrityudand (1997)
- Dil Kya Kare (1999)
- Gangaajal (2003)
- Apaharan (2005)
- Raajneeti (2010)
- Aarakshan (2011)
- Saand Ki Aankh (2019)

## Récompenses

### National Film Awards
- 1984 : National Film Award du Meilleur Documentaire : Face After Storm (1984)
- 1985 : National Film Award du Meilleur Film : Damul (1985)
- 1987 : National Film Award de la Meilleure Direction Artistique : Kudiattam
- 2002 : National Film Award du Meilleur Documentaire : Sonal
- 2004 : National Film Award du Meilleur Film à visée sociale : Gangaajal (2003)
- 2006 : National Film Award du Meilleur Scénario : Apaharan  (2005)

### Filmfare Awards
- 1985 : Filmfare Critics Award du Meilleur Film : Damul (1985)
- 2006 : Filmfare Award du Meilleur Dialogue : Apaharan  (2005)